# Super Nintendo World

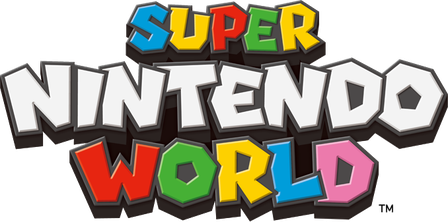
Super Nintendo World

Super Nintendo World ist ein Themenparkbereich in den Universal Studios Japan, den Universal Studios Hollywood und dem Universal Epic Universe in Orlando rund um die Welt von Nintendo. Es ist ein aus einer Partnerschaft zwischen Nintendo und Universal Destinations & Experiences entstandener Vergnügungs- und Freizeitpark, der die Welt von Nintendo, darunter Super Mario und Donkey Kong, zum Leben erweckt.

## Entstehung
Nach mehreren Jahren rückläufiger Gaming-Einnahmen und rückläufiger Marktanteile bei Konsolen suchte Nintendo nach Möglichkeiten, sein geistiges Eigentum zu nutzen und weiterzuentwickeln, und ging eine Themenpark-Partnerschaft mit Universal Parks & Resorts ein. Die Partnerschaft, die im Mai 2015 angekündigt und im nächsten Jahr detailliert beschrieben wurde, würde Mario und andere Nintendo-Franchises als Themen in den speziellen Bereichen der Universal-Themenparks verwenden. Die 40 Milliarden Yen (351 Millionen US-Dollar) teure Zusammenarbeit für die Universal Studios Japan in Osaka ähnelt im Umfang der Investition von Universal in die Harry-Potter- Reihe. Am 29. November 2016 wurde ein Interviewvideo hochgeladen, das eine Vorschau auf die für das Land gebauten Objekte zeigte. Später an diesem Tag gab Universal bekannt, dass Super Nintendo World-Bereiche auch an den beiden American Universal-Standorten in Hollywood und Florida gebaut würden. Das erste Konzeptbild der japanischen Version des Gebiets wurde dann am 12. Dezember 2016 enthüllt.
Der Bau des Geländes in den Universal Studios Japan begann im Juni 2017 mit einem Spatenstich, während der Bau des Grundstücks der Universal Studios Hollywood Anfang 2019 begann. Nach Monaten der durchgesickerten Informationen und Patente wurden Fotos von Universal Creative ' Am 8. Juli 2019 wurden die maßstabsgetreuen Modelle von Universal für die japanische Version des Gebiets durchgesickert. Am 13. Januar 2020 stellte Universal die interaktiven Power-Up-Bands vor und veröffentlichte auf YouTube ein Musikvideo für das kommende Land, in dem das Lied verwendet wurde „We Are Born to Play“ von Galantis & Charli XCX. Die Eröffnung des Geländes war ursprünglich für die Fertigstellung vor den Olympischen Sommerspielen 2020 geplant, verzögerte sich jedoch aufgrund der COVID-19-Pandemie. Am 18. Dezember 2020 ging auf Nintendos offiziellem YouTube-Kanal eine Nintendo Direct online, in dem Mario – Schöpfer Shigeru Miyamoto eine Tour durch einen kleinen Teil des Themenparks veranstaltete. Am 26. Dezember 2020 wurde das Land für begrenzte Vorschauen für Inhaber einer Jahreskarte der Universal Studios Japan geöffnet. Am 18. März 2021 war dann die wirkliche große Eröffnung von Super Nintendo World, jedoch erstmal nur in den Universal Studios Japan. Am 17. Februar 2023 folgte der Themeparkbereich in den Universal Studios Hollywood.

## Standorte
- Themeparkbereich in Universal Studios Japan (Eröffnung: 18. März 2021)
- Themeparkbereich in Universal Studios Hollywood (Eröffnung: 17. Februar 2023)

### Zukünftige Standorte
Nach den beiden großen Erfolgen der zwei Standorte des Themenparks plant man weitere Standorte anzusteuern:
- Themeparkbereich in Universal Studios Singapore (Eröffnung voraussichtlich 2025)[4]
- Themeparkbereich in Universal Epic Universe (Eröffnung voraussichtlich 2025)[5]

## Attraktionen und Verpflegungsangebote

### Universal Studios Japan
| Name                          | Eröffnung | Beschreibung |  |
| ----------------------------- | --------- | --- |  |
| 1UP Factory                   | 2021      | Ein Geschäft, in dem verschiedene Mario- und Nintendo-bezogene Waren verkauft werden. |  |
| Kinopio's Cafe                | 2021      | Ein Schnellrestaurant, das dem japanischen Namen der Toad-Figur nachempfunden ist und von Mario inspirierte Speisen und Getränke bietet. |  |
| Mario Kart: Koopa's Challenge | 2021      | Eine interaktive Dark-Achterbahn mit Augmented-Reality-Technologie basierend auf der Mario-Kart-Reihe. |  |
| Mario Motors                  | 2021      | Ein Mario Kart - Themenladen, der verschiedene Waren zur Spielereihe verkauft. |  |
| Pit Stop Popcorn              | 2021      | Ein Stand mit von Mario inspirierten Popcorn-Geschmacksrichtungen und themenbezogenen Popcorn-Behältern. |  |
| Power-Up Band Key Challenges  | 2021      | Eine Auswahl an interaktiven Miniattraktionen, bei denen Gäste mit einem Koopa Troopa, einer Piranha-Pflanze, Gumba, Thwomp und Bob-Omb interagieren können. Wenn die Gäste mindestens drei davon gewinnen, erhalten sie Zutritt zu einem Raum, in dem die Gäste gegen Bowser Jr. antreten, indem sie sich vor einer Videowand mit Bewegungsverfolgung bewegen. Hierzu sind die separat erhältlichen „Power Up Bands“ erforderlich. |  |
| Yoshi’s Adventure             | 2021      | Eine Omnimover -Fahrt, die dem Yoshi-Charakter und der Yoshi-Serie nachempfunden ist. |  |
| Yoshi’s Snack Island          | 2021      | Ein Stand mit Speisen und Getränken, die von der Yoshi-Figur inspiriert sind. |  |

### Universal Studios Hollywood
| Name                           | Eröffnung | Beschreibung |  |
| ------------------------------ | --------- | --- |  |
| 1UP Factory                    | 2023      | Ein Geschäft, in dem verschiedene Mario- und Nintendo-bezogene Waren verkauft werden. |  |
| Toadstool Cafe                 | 2023      | Ein Schnellrestaurant, das der Toad-Figur nachempfunden ist und von Mario inspirierte Speisen und Getränke bietet. |  |
| Mario Kart: Bowser's Challenge | 2023      | Eine interaktive Dark-Achterbahn mit Augmented-Reality-Technologie basierend auf der Mario-Kart-Reihe. |  |
| Power-Up Band Key Challenges   | 2023      | Eine Auswahl an interaktiven Miniattraktionen, bei denen Gäste mit einem Koopa Troopa, einer Piranha-Pflanze, Gumba, Thwomp und Bob-Omb interagieren können. Wenn die Gäste mindestens drei davon gewinnen, erhalten sie Zutritt zu einem Raum, in dem die Gäste gegen Bowser Jr. antreten, indem sie sich vor einer Videowand mit Bewegungsverfolgung bewegen. Hierzu sind die separat erhältlichen „Power Up Bands“ erforderlich. |  |